# Бронеавтомобиль SK-1
Бронеавтомобиль SK-1 или (нем. Sonder Kfz-1 или Sonderkraftfahrzeug 1, дословно: специальное автотранспортное средство 1) — легкий бронеавтомобиль, выпускавшийся в Германской Демократической Республике в 1950-х годах. Применялся Казарменной народной полицией, позже Национальной народной армией ГДР.

## История

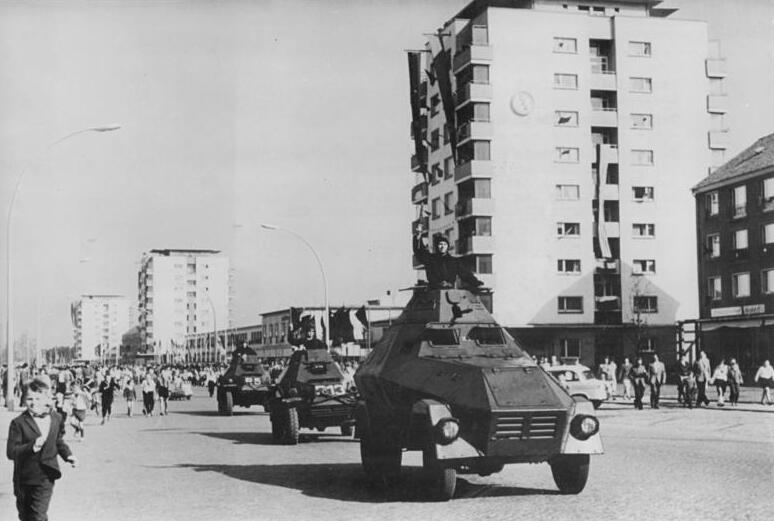
SK-1 на параде 7 октября 1961 года. Сзади два БА-64.

После образования в 1949 году двух германских республик: ФРГ и ГДР, в обоих вновь образованных государствах не было собственных национальных вооруженных сил. Таково было решение принятое союзниками по Антигитлеровской коалиции ещё в 1945 году. Исключение делалось для полицейских сил. В ГДР была сформирована так называемая Народная полиция (Volkspolizei). Однако, в свете начавшейся Холодной войны и обострения противостояния западной и советской сторон и нестабильности в самой ГДР, особенно в ходе так называемого Берлинского восстания, в 1952-1953 годах были образованы военизированные формирования: Казарменная народная полиция (Kasernierte Volkspolizei) и Боевые группы рабочего класса (Kampfgruppen der Arbeiterklasse), которые, однако, были представлены как усиленные полицейские и учебные формирования. 

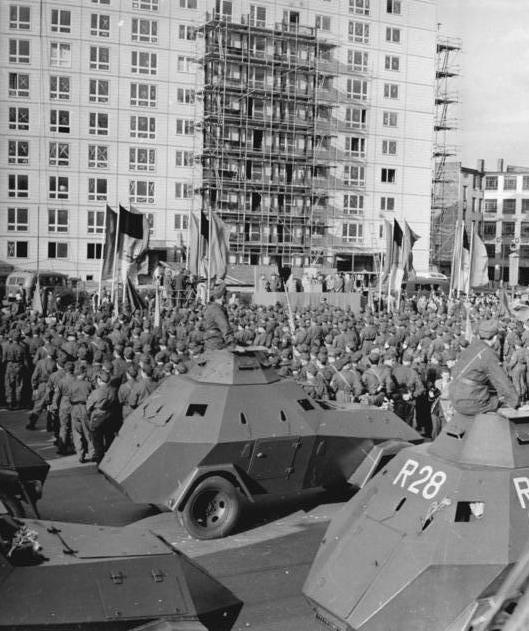
SK-1 вид сзади. Парад 23 августа 1961 года.

Для их нужд в 1953 году и был создан бронеавтомобиль Sonder Kfz-1. Он базировался на усиленном шасси малотоннажного грузового полноприводного автомобиля Phänomen Granit 30K (будущий Robur). Во многом данный бронеавтомобиль, особенно по форме корпуса, имел определенное сходство с советскими легкими бронеавтомобилями времен Великой Отечественной войны БА-64, которые имелись на вооружении ГДР. Единственное, что SK-1 был крупнее, чем советский БА-64. В поперечном разрезе корпус бронеавтомобиля имел почти такую же шестигранную форму как у БА-64, все его поверхности также размещались под углами не менее 30° к вертикали. По бокам, нижней части корпуса размещались люки для экипажа. Толщина брони составляла порядка 16 мм. Башня имела восьмигранную форму в виде усеченной пирамиды. В крыше башни находился двустворчатый люк, в задней части размещался люк для десанта. В самой башне размешалось основное вооружение: один пулемет MG-34 или советский ДТ. по бокам корпуса и сзади имели люки и амбразуры для ведения огня из личного и стрелкового оружия. Экипаж составлял 2 человека: водитель-механик и стрелок-пулемётчик. Десант до 3 человек.

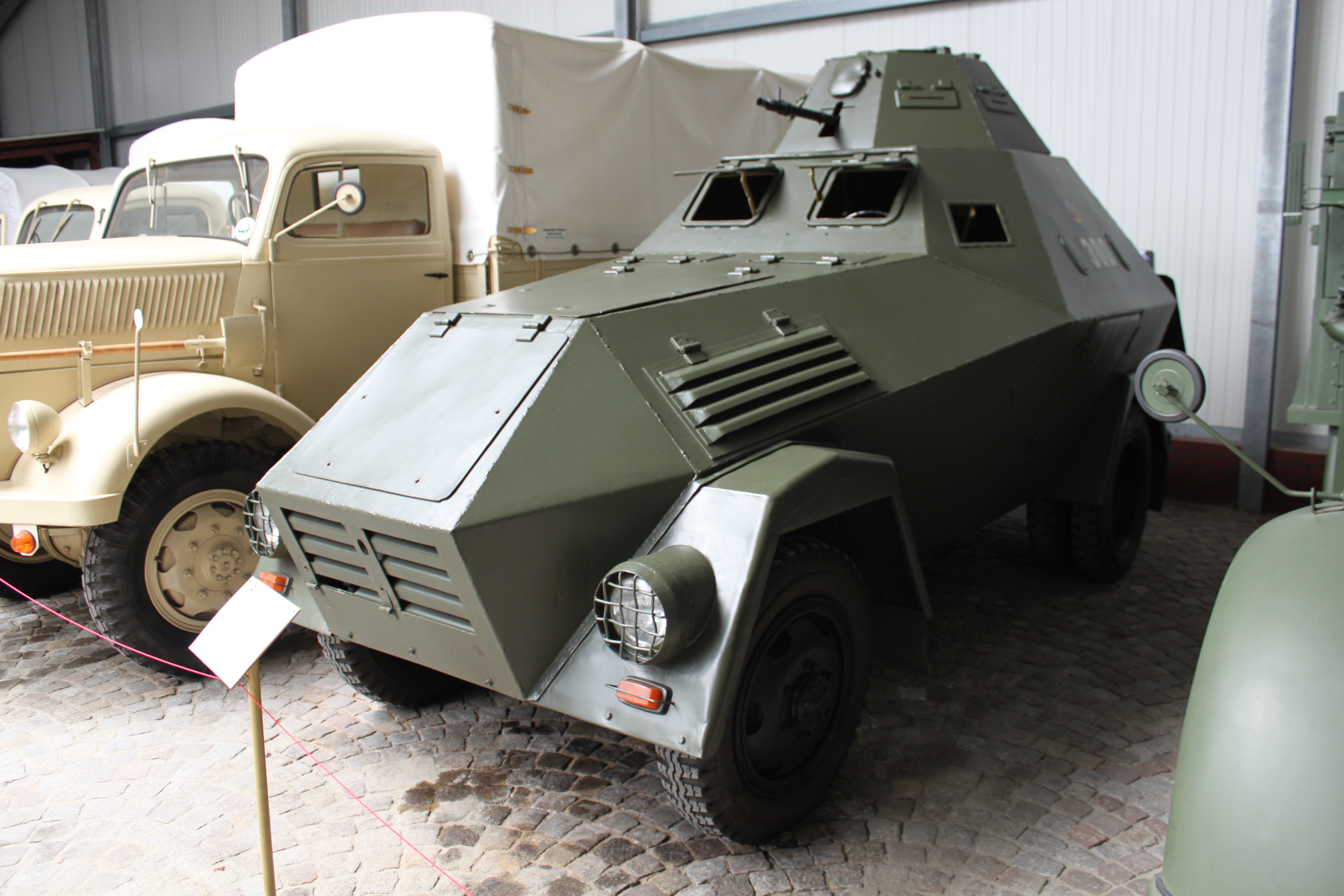
SK-1 в музее Sächsischen Nutzfahrzeugmuseum. Хартмансдорф.

Точное количество построенных экземпляров неизвестно, скорее всего не более нескольких десятков. Бронеавтомобили SK-1 состояли на вооружении вышеуказанных военизированных организаций. После образования Национальной Народной армии ГДР и вливании в неё Казарменной Народной полиции эти бронеавтомобили служили в ННА. Судя по вооружению и техническим характеристикам  бронеавтомобили были скорее типичными для 20-30-х годов и в армии могли носить, скорее, вспомогательную и учебную функции. С поступлением в ННА более серьезной боевой техники советского производства, SK-1 были сняты с вооружения.